# Cephalius villiersi
Cephalius villiersi är en insektsart som beskrevs av Mckamey och Hicks 2007. Cephalius villiersi ingår i släktet Cephalius och familjen dvärgstritar. Inga underarter finns listade i Catalogue of Life.